# Millerichthys robustus
Millerichthys robustus е вид лъчеперка от семейство Rivulidae, единствен представител на род Millerichthys.

## Разпространение
Видът е разпространен в Мексико.